# Sprawiedliwość Trajana i Sprawiedliwość Herkinbalda
Sprawiedliwość Trajana i Sprawiedliwość Herkinbalda – zniszczone obrazy niderlandzkiego autorstwa malarza Rogiera van der Weydena i artystów z jego pracowni. Dzieło było datowane na pierwszej tablicy rokiem 1439 oraz sygnowane – na pierwszej i trzeciej tablicy.

## Historia
Tablice zostały wykonane dla ratusza brukselskiego i dekorowały salę sądową, obecnie znaną jako Złota Sala. Pierwsze dwie tablice Sprawiedliwość Trajana powstały (zgodnie z inskrypcją znajdująca się nad jedną z nich) w 1439 roku, dwie pozostałe Sprawiedliwość Herkinbalda, powstały w latach 1439-1441/1445. Obrazy miały monumentalne wymiary: mierzyły 4,5 metra wysokości (w tym metr u dołu zajmowały inskrypcje) i 10,5 metra szerokości po złączeniu. Postacie ukazane zostały w naturalnej skali; obraz dzielił się na dwie sceny, w których przedstawiono łącznie osiem epizodów. O wielkości i znaczeniu dzieła informują liczne przekazy zachowane w XV-XVII-wiecznych relacjach m.in. teologa Mikołaja z Kuzy, który przebywał w Brukseli w 1452 roku, podróżnika Juana Cristobala Calvete de Estrella z 1549 roku czy François-Nicolasa Baudota i Sieura Dubuissona-Aubenaya z 1623-1628 roku. Najważniejszym świadectwem jest kopia w postaci tapiserii z 1450 (lub z 1461 według Ziemby) roku wykonanej dla biskupa Lozanny Gregoria da Saluzza. Obecnie tapiseria znajduje się w Bernie w Historisches Museum.
Obraz został zniszczony w wyniku pożaru podczas bombardowania miasta przez wojska Ludwika XIV w 1695 roku.

## Opis tablic

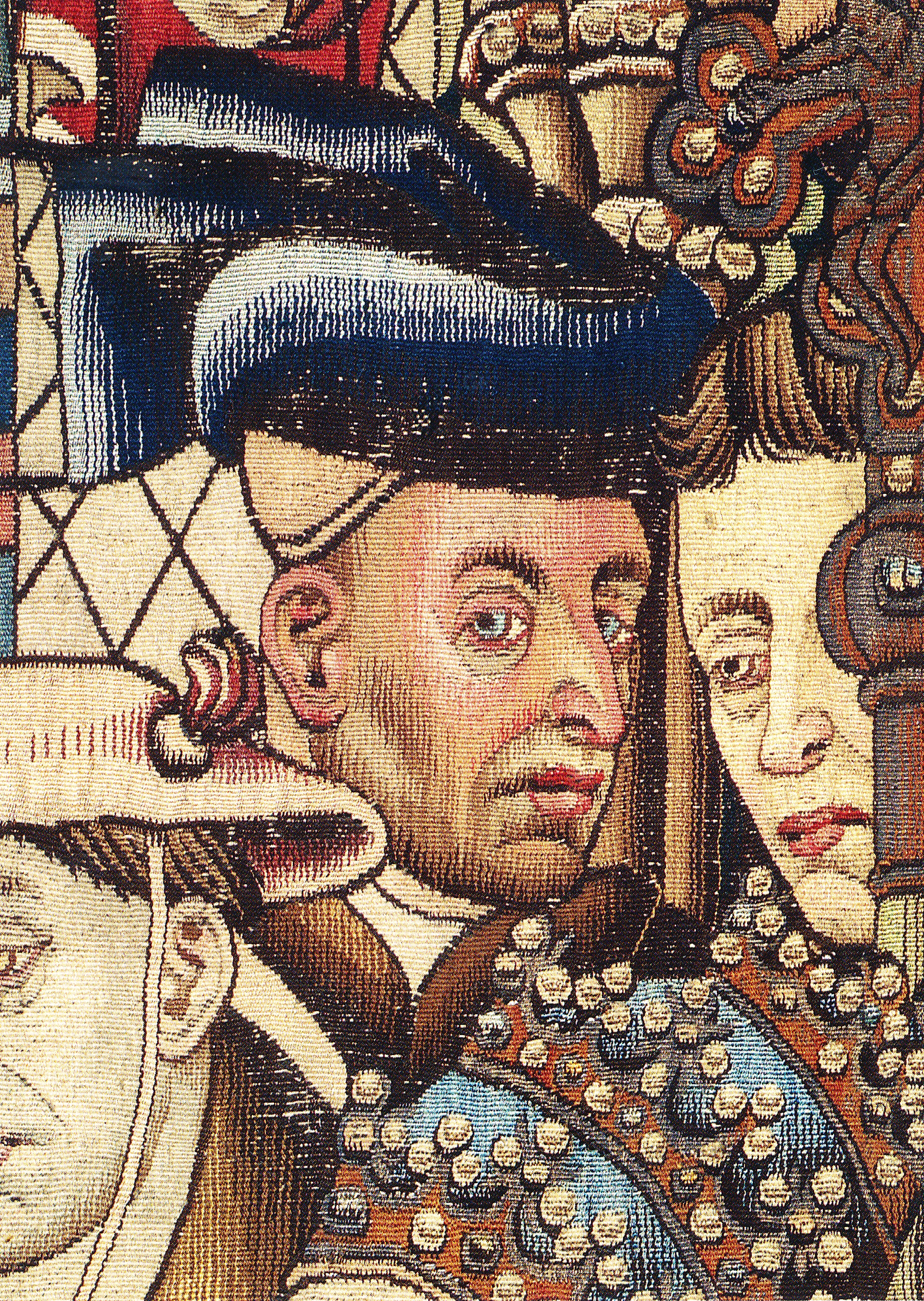
Fragment z tablicy Sprawiedliwość Trajana przedstawiający autoportret Weydena

Legendy o Trajanie i Herkinbaldzie pojawiły się po raz pierwszy w 1308 roku w dziele Alphabetum Narrationum, zbiorze ośmiuset bajek autorstwa Arnolda z Liége. Temat tablic mógł zostać zaczerpnięty również z dzieła kanonika kongregacji windesheimskiej w opactwie Groenendaal pod Brukselą, Arnolda Gheylovena Gnotosolitos z 1423-1424 roku. Gheyloven mógł być również autorem inskrypcji umieszczonych pod scenami. Sceny ukazujące Herkinbalda zaczerpnięte zostały z historii opisanej w Złotej legendzie Jakuba de Voragine.

### Sprawiedliwość Trajana
Pierwsze dwie tablice przedstawiają Sprawiedliwość Trajana. Na tablicy pierwszej, w scenie pierwszej, widać cesarza Trajana, podczas wyprawy wojennej. Zostaje on zatrzymany przez wdowę, której jeden z żołnierzy władcy zabił syna. Wdowa poprosiła o ukaranie winnego. W scenie drugiej widać egzekucję żołnierza. Na tablicy drugiej znajduje się papież Grzegorz Wielki modlący się i proszący Boga o zbawienie Trajana. W scenie drugiej widać odnalezienie języka cesarza cudownie zachowanego w czaszce. W tle tej sceny widać postać mężczyzny patrzącego na widza, która miał być autoportretem Weydena. Jest to jeden z zaledwie dwóch autoportretów artysty. 
 Na tapiserii epizody połączone są po dwa w jedną scenę.

### Sprawiedliwość Herkinbalda
Sprawiedliwość Herkinbalda, tak jak poprzednie, składają się z dwóch tablic, na których ukazano po dwie sceny. Na pierwszej tablicy, w scenie pierwszej książę Brabancji i hrabia Bourbon, Herkinbald na łożu śmierci zabija własnego bratanka w karze za gwałt. W scenie drugiej wierny sługa księcia opłakuje jego śmierć. Na tablicy drugiej umieszczono scenę, gdzie Herkinbald nie chce wyjawić grzechu zabicia gwałciciela podczas spowiedzi, a biskup nie może udzielić mu rozgrzeszenia. Cud Boży sprawia, iż do ust księcia spływa hostia. W drugiej scenie tłum dworzan i rycerzy przypatruje się temu wydarzeniu.
Sceny na obu tablicach miały służyć jako nowa forma obrazów historycznych o tematyce sądowniczej. Weyden był prekursorem takiej formy, za którą później poszli inni artyści, m.in. Dirk Bouts, malując Sprawiedliwość cesarza Ottona III czy Gerard David i jego Sprawiedliwość Kambyzesa. Wszystkie te dzieła były stałym elementem dekoracyjnym sal sądowych w ratuszach niderlandzkich.

## Tapiseria
Tapiseria powstała około 1450 roku. Mierzy 4,61 × 10,53 m, powstała w Tournai i Brukseli w dwóch ważnych ośrodkach produkcji gobelinów na zamówienie biskupa Lozanny Gregoria da Saluzza. Tapiseria ścienna utkana została z wełny, jedwabiu oraz ze złotych i srebrnych nici.